# John McClane
John McClane är en fiktiv figur och huvudperson i Die Hard-filmerna. Han spelas av Bruce Willis.
McClanes karaktär är en ultraman och polis "av den gamla skolan" som inte har mycket till övers för ytlighet och trender, och han är skeptisk till nymodigheter och ny teknik. Personligheten präglas av en viss sarkastisk humor och väldigt kvicka och underfundiga kommentarer. Han är även inbiten New York-bo och är till exempel inte speciellt förtjust i Los Angeles där han tvingas bo ett tag på grund av hustruns karriär. Det är även i Los Angeles den första Die Hard-filmen utspelar sig medan till exempel den tredje filmen helt utspelar sig i New York.
Allt som allt är han dock en hedersman som menar väl och håller väldigt mycket av sin familj. En av "de goda".
I filmerna har John McClane en sällsynt otur att alltid vara på "fel plats vid fel tillfälle". Antagonisterna är alltid terrorister som t.ex. tar civilpersoner som gisslan eller hotar lamslå USA:s infrastruktur.
John McClane har ingen specialutbildning som antiterroristexpert eller dylikt, men det hindrar inte att hans kamp mot skurkarna alltid är totalt kompromisslös. John McClane vill egentligen inte vara en hjälte, men när han väl ger sig in i kamp vägrar han vika sig en tum i kampen mot skurkarna, och han har en enastående förmåga att klara sig ur de mest hopplösa situationer.
Ofta yttrar John McClane kommentarer som tyder på en rejäl dos bitterhet mot polisen (även specialstyrkorna) som enligt McClane tvingar honom "att göra jobbet ingen annan vill göra". Ett undantag är Miguel Bowman, chef för FBI:s avdelning för Internetrelaterad brottslighet (Die Hard 4), som han uppenbarligen har förtroende för.
John McClanes mest kända replik är:
"Yippee-ki-yay, motherfucker" som han brukar yttra när han har/eller håller på att döda huvudskurken.

## Familjeliv
John McClanes är gift med Holly f. Gennaro som spelas av Bonnie Bedelia. Tillsammans har de barnen Lucy och John Jr. Äktenskapet är tidvis struligt och de är periodvis separerade. Till exempel i inledningen av den första filmen där anledningen är att John vägrar flytta med till L.A., där Holly gjort karriär. I andra filmen framgår att John till slut flyttat till L.A. och jobbar för poliskåren där. I tredje filmen verkar anledningen vara Johns alkoholproblem samt att han flyttat tillbaka till New York.
Dock verkar de oftast hitta tillbaka till varandra och det förefaller som om tilliten och banden finns där.
Det är troligt att barnen är födda i början eller mitten av 80-talet baserat på åldrarna de tycks befinna sig i när filmerna utspelar sig. Dock är det bara Lucy som någonsin förekommer- i första och fjärde filmen. Att John Jr existerar är underförstått genom att han nämns och syns på foton.

## Övrigt
- Han gör en cameoroll i filmen Laddat vapen.
- John McClane rankades som nummer 46 av 100 i listan Greatest Movie Characters of All Time i Premier.[1]
- Johns mest kända replik är "Yippee ki-yay, motherfucker" innan han dödar terroristerna i första filmen.
- Han är även huvudroll i datorspel som Die Hard Trilogy 2: Viva Las Vegas och Die Hard: Nakatomi Plaza.